# Черен франколин
Черният франколин (Francolinus francolinus) е вид птица от семейство Фазанови (Phasianidae).

## Разпространение и местообитание
Разпространен е в Азербайджан, Армения, Афганистан, Бутан, Грузия, Израел, Индия, Йордания, Ирак, Иран, Непал, Пакистан, Палестина, Република Кипър, Сирия, Туркменистан и Турция.
В пещерата Лутра Алмопияс в северна Гърция до границата със Северна Македония са намерени първите на Балканския полуостров и в Източна Европа останки от вида, доказващи, че е просъществувал поне допреди 11 230±110 г. 